# Глуховський Анатолій Якович
Анатолій Якович Глуховський (18 червня 1946 р.) — народний депутат України 1-го скликання. Член ВО «Батьківщина». Голова Дунаєвецької райради (квітень 2006 — листопад 2010).

## Біографія
Народився 18 червня 1946 р. Закінчив Львівський політехнічний інститут за спеціальністю інженер-механік.
Одружений, має дітей.

## Політична діяльність
Голова Дунаєвецької районної Ради народних депутатів, голова Виконкому.
4 березня 1990 р. обраний народним депутатом України, набравши у 1-му турі 50,24 % голосів, 3 претенденти (Хмельницька обл., Дунаєвецький виборчий округ № 410).
Входив до групи «Аграрники».
Член Комісії ВР України з питань будівництва, архітектури та житлово-комунального господарства.